# Aloïs Dekort
Aloysius (Aloïs) Dekort (30 augustus 1941) is een Belgisch voormalig motorcrosser.

## Levensloop
De kort werd zesmaal Belgisch kampioen zijspancross en werd eenmaal derde in het BK. Daarnaast won hij een grand prix - met name die van de Tiegemberg in 1973 - en werd hij dat jaar 4e in de FIM Cup-eindstand. Bakkenisten waren onder meer Louis de Laat (1970-'71), Louis Dekort (1972), Pierre Van Hoof (1972-'74) en Leon Lariviere (1976).
Hij is de broer van Boudewijn Dekort, eveneens motorcrosser.

## Palmares
- Belgisch kampioenschap: 1970, 1971, 1972, 1973, 1974 en 1976
- Belgisch kampioenschap: 1969